# Estado de Dungarpur

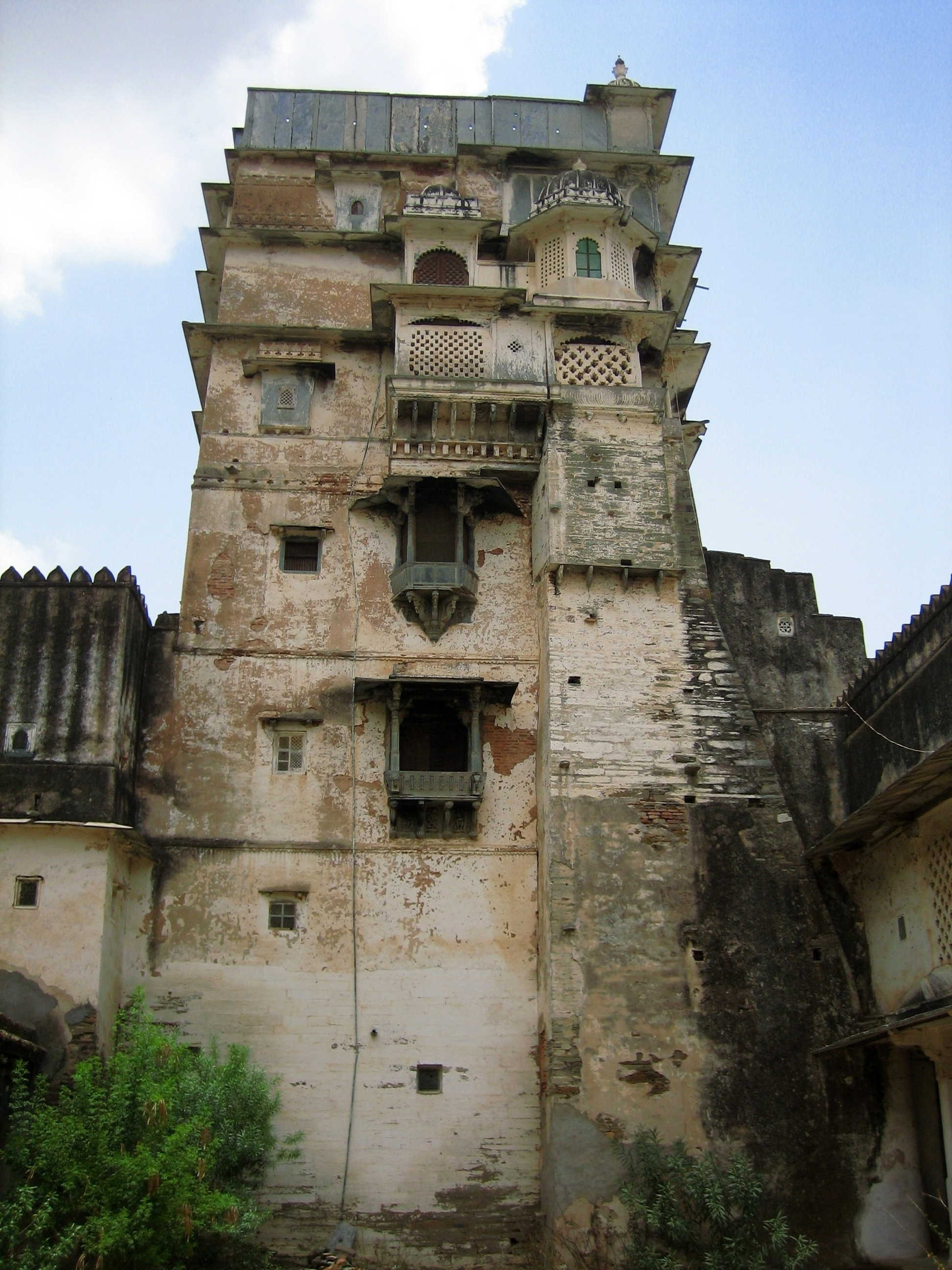
Palacio Juna Mahal de Dungarpur.

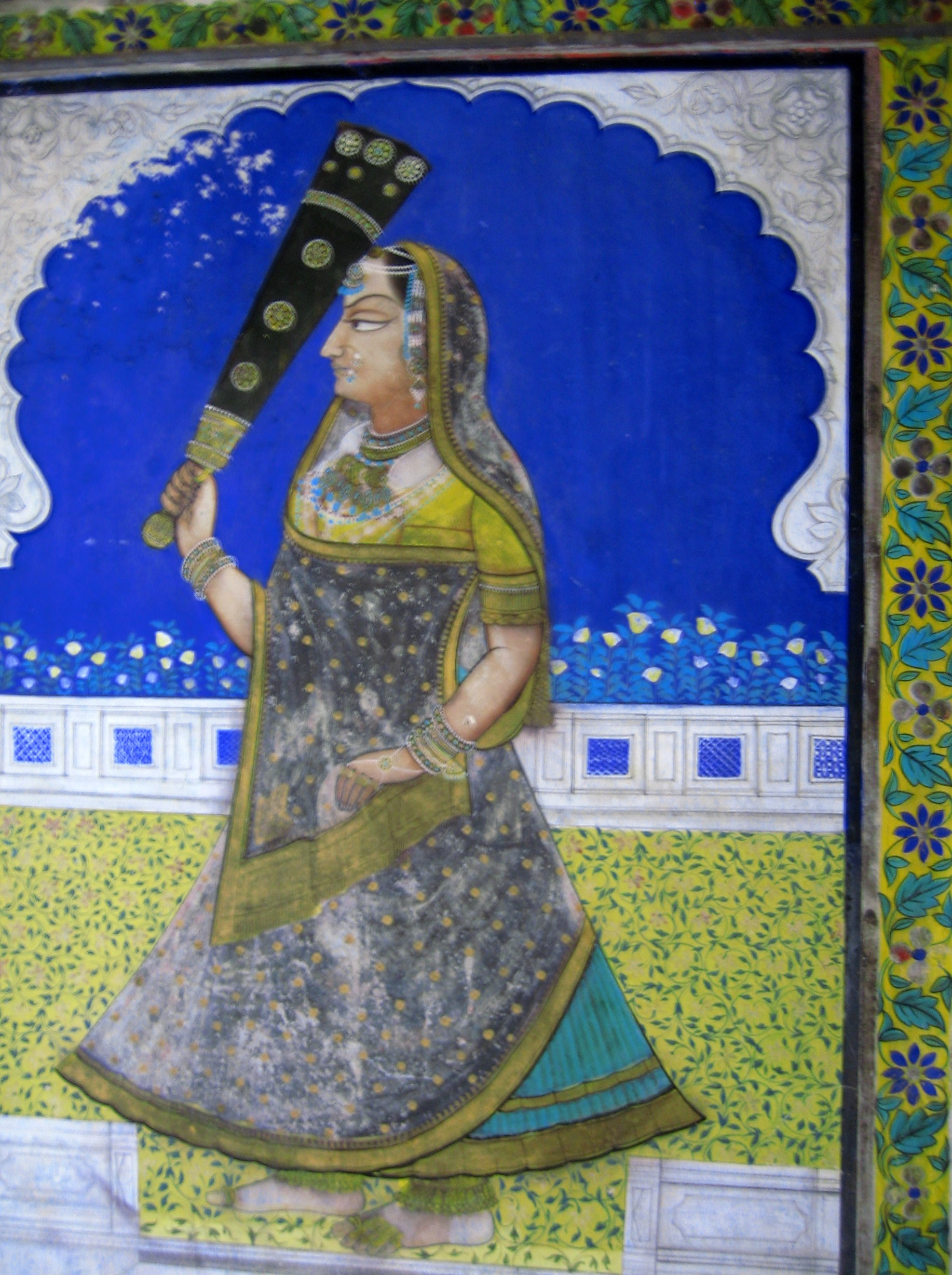
Pintura en el Palacio Juna Mahal.

El estado de Dungarpur fue un estado principesco durante el Raj británico. Su capital era la ciudad de Dungarpur en el área más al sur del actual estado de Rajastán en la India. En 1901, la población total del estado de Dungarpur era de 100.103, mientras que la de la ciudad tenía 6.094 habitantes.

## Historia
El estado de Dungarpur fue fundado en 1197 por Samant Singh, el hijo mayor del gobernante del reino de Mewar, Karan Singh. Eran descendientes de Bappa Rawal, octavo gobernante de la dinastía de los Guhilot y fundador de la dinastía de Mewar (r. 734-753). Los jefes del estado, que llevan el título de maharawal, descienden de Mahup, el hijo mayor de Karan Singh, jefe de Mewar en el siglo XII, y reclaman los honores de la línea mayor de Mewar. Mahup, desheredado por su padre, se refugió con la familia de su madre, los Chauhans de Bagar, y se hizo dueño de ese país a expensas de los jefes Bhil, mientras que su hermano menor Rahup fundó la dinastía Sisodia.
La ciudad de Dungarpur, la capital del estado, fue fundada a finales del siglo XIV por su descendiente Rawal Bir Singh, quien la bautizó así en honor a Dungaria, un cacique independiente Bhil a quien había hecho asesinar. Después de la muerte de Rawal Udai Singh de Vagad en la batalla de Khanua en 1527, donde luchó junto a Rana Sanga contra Babur, sus territorios se dividieron en los estados de Dungarpur y Banswara. Sucesivamente bajo el control de los mogoles, los maratas y el Raj británico por tratado de 1818.

### Maharawales
Los maharawales pertenecían a la dinastía Guhila, clan Ahra Guhila.
- 1497-1527: Udai Singh
- 1527-1549: Prithviraj
- 1549-1580: Askaran
- 1580-1606: Sesmal
- 1606-1609: Karam Singh II
- 1609-1657: Punja Raj
- 1657-1661: Girdhar Das
- 1661-1691: Jaswant Singh
- 1691-1702: Khuman Singh
- 1702-1730: Ram Singh
- 1730-1785: Shiv Singh
- 1785-1790: Vairisal
- 1790-1808: Fateh Singh
- 1808-1844: Jaswant Singh II
- 1844-1898: Udai Singh II (n. 1838 – f. 1898)
- 13 de febrero de 1898 - 15 de noviembre de 1918: Bijay Singh (n. 1887 - f. 1918)
- 15 de noviembre de 1918 - 15 de agosto de 1947: Lakshman Singh (n. 1908 - f. 1989)

El último gobernante del principado de Dungarpur fue HH Rai-i-Rayan Maharawal Shri Lakshman Singh Bahadur (1918-1989), que fue premiado con la Orden de la Estrella de la India (KCSI) en 1935 y la Orden del Imperio de la India (GCIE) en 1947. Después de la independencia de la India fue miembro del Rajya Sabha dos veces, en 1952 y 1958, y más tarde miembro de la Asamblea Legislativa de Rajastán (MLA) en 1962 y 1989.